# Le Capitaine Blake

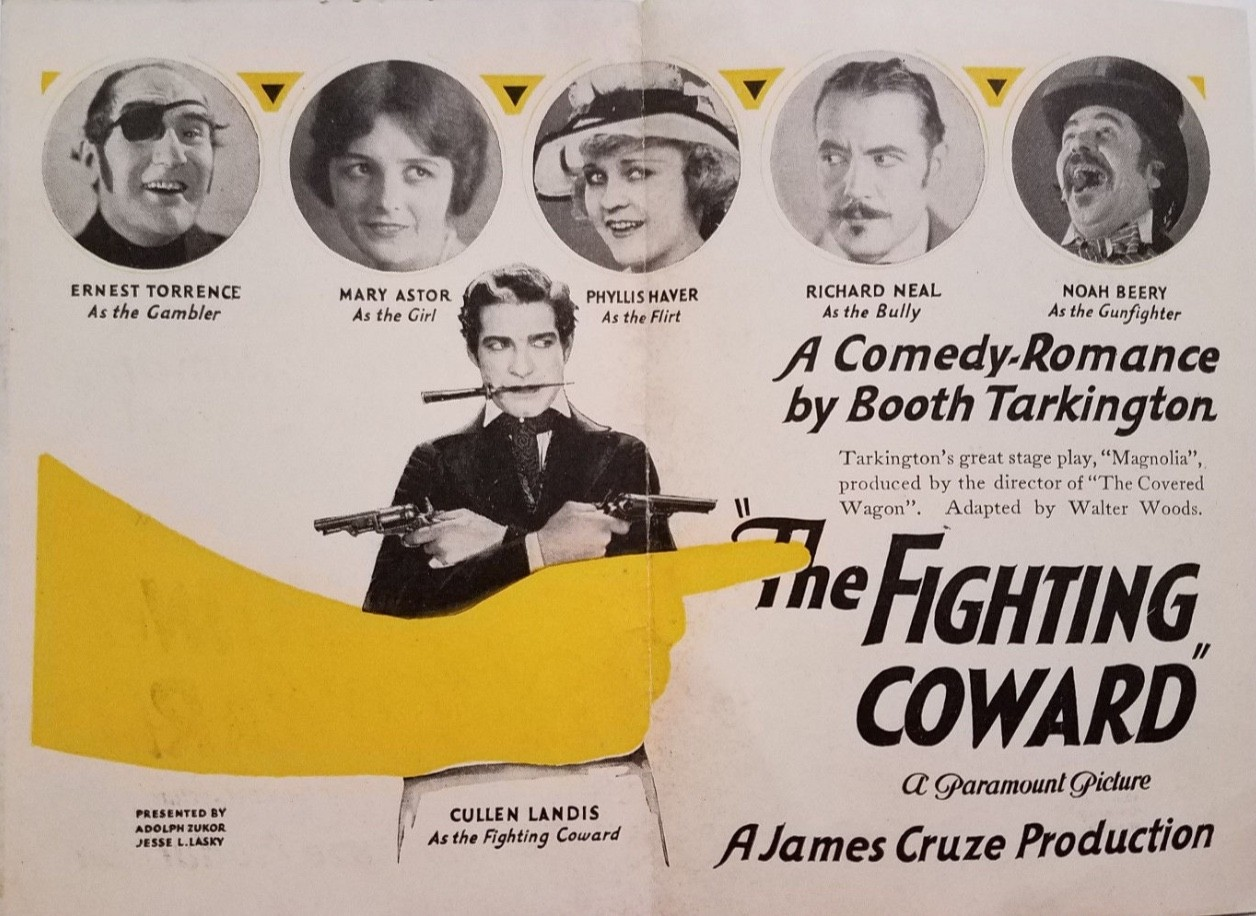
Affiche du film.

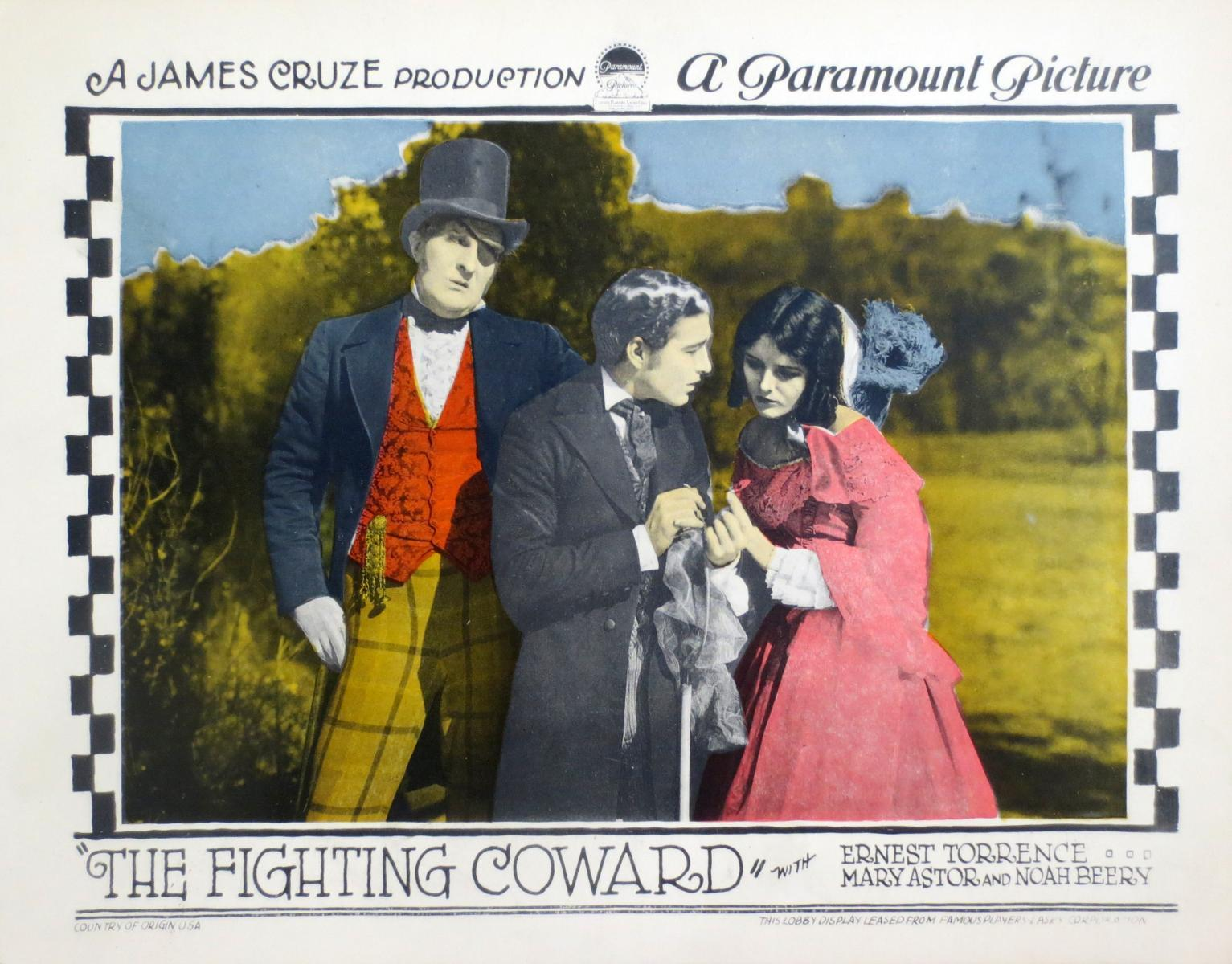
Carte promotionnelle du film.

Le Capitaine Blake (The Fighting Coward) est un film américain réalisé par James Cruze, sorti en 1924.

## Fiche technique
- Réalisation : James Cruze
- Scénario : Walter Woods d'après le roman et la pièce Magnolia de Booth Tarkington[1].
- Producteurs : Adolph Zukor, Jesse Lasky
- Photographie : Karl Brown
- Genre : Comédie[2]
- Distributeur : Paramount Pictures
- Durée : 7 bobines
- Date de sortie : 30 mars 1924

## Distribution
- Ernest Torrence : General Orlando Jackson
- Mary Astor : Lucy
- Noah Beery, Sr. : Captain Blackie

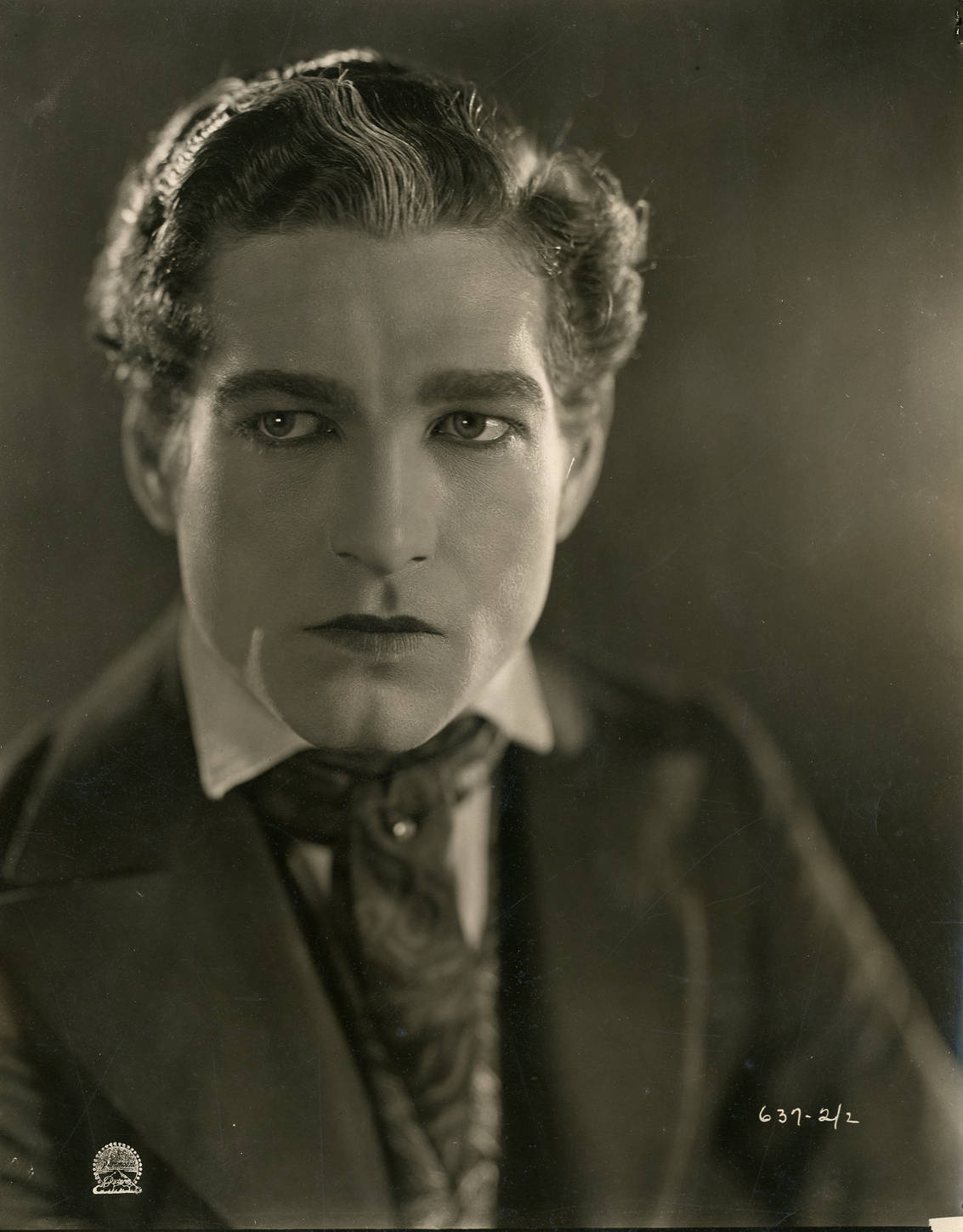
Cullen Landis : Tom Rumford
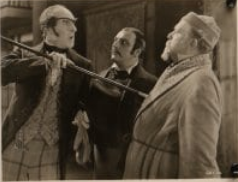
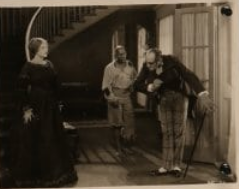
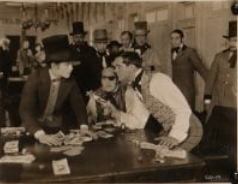

- Phyllis Haver : Elvira
- G. Raymond Nye : Major Patterson
- Richard Neill : Joe Patterson
- Carmen Phillips : Mexico
- Bruce Covington : General Rumford
- Helen Dunbar : Mrs. Rumford
- Frank Jonasson : Rumbo

- Cullen Landis

## Statut du film
Une copie du film est conservée à la Bibliothèque du Congrès, et dans les archives du Gosfilmofond à Moscou.